# Primer Ministre de Chu
El Primer Ministre de Chu (xinès tradicional: 令尹, xinès simplificat: 令尹, pinyin: Lìngyǐn) fou un càrrec oficial del govern establerta en el vassall Estat de Chu durant el període de Primaveres i Tardors de la història xinesa (771 – 475 aC). El Rei Wǔ de Chǔ (楚武王) (regnat del 740 al 690 aC) establí per primera vegada el lloc de Primer Ministre, el qual es va mantenir com el càrrec governamental més important en Chǔ fins a la seva destrucció per l'Estat de Qin en el 223 aC. El lloc era donat normalment a un membre de la família del Rei de Chǔ i els registres mostren que només dos Primers Ministres de Chǔ no hi eren parents del Rei de Chǔ. Ells van ser Péng Zhòngshuǎng (彭仲爽), un civil de l'Estat de Shen, en els temps del Rei Wén de Chǔ (楚文王) (regnat del 689 al 677 aEC) i el general de Wei (魏) Wú Qǐ (吴起) durant el regnat del Rei Dào de Chǔ (楚悼王) (regnat del 401 al 381 aC).